# Austre Hestholmen
Austre Hestholmen est une île dans le landskap Sunnhordland du comté de Vestland. Elle appartient administrativement à Øygarden.

## Géographie
Rocheuse et couverte d'arbres, elle s'étend sur environ 96 m de longueur pour une largeur approximative de 86 m. Elle compte quatre habitations et deux petits quais d’amarrages. 